# Vailate
Vailate là một đô thị ở tỉnh Cremona, vùng Lombardia của Italia, có vị trí cách khoảng 35 km về phía đông của Milan và khoảng 50 km về phía tây bắc của Cremona. Tại thời điểm ngày 31 tháng 12 năm 2004, đô thị này có dân số 4.299 người và diện tích là 9,8 km².
Vailate giáp các đô thị: Agnadello, Arzago d'Adda, Calvenzano, Capralba, Misano di Gera d'Adda, Torlino Vimercati.